# Evert Hoek
Evert Hoek  (* 23. August 1933 in Südrhodesien, jetzt Simbabwe; † 6. Juli 2024) war ein südafrikanisch-kanadischer Bauingenieur für Geotechnik und ein international führender Experte für Felsmechanik.

## Leben
Hoek begann seine Forschung zur Felsmechanik 1958 (an Problemen mit brüchigem Fels in tiefen Goldminen in Südafrika) und wurde 1965 an der Universität Kapstadt promoviert (Rock fracture under static stress conditions). Ab 1965 war er am Imperial College, wo er an der Royal School of Mines ein fakultätenübergreifendes Zentrum für Felsmechanik einrichtete. Er entwickelte dort unter anderem 1968 ein Triaxialgerät für die Felsmechanik. Später war Professor an der Universität Toronto, war ab 1975 zwölf Jahre leitender beratender Ingenieur bei Golder Associates (wo er Senior Principal und Chairman wurde) in Vancouver und danach selbstständiger beratender Ingenieur mit eigenem Ingenieurbüro in Vancouver.
Hoek war Fellow der National Academy of Engineering, der Royal Academy of Engineering und der Canadian Academy of Engineering. Er erhielt einen Doktorgrad (D. Sc.) der Universität London und Ehrendoktorate in Toronto und der University of Waterloo. Er erhielt den ersten Mueller Preis der International Society of Rock Mechanics und war 1983 Rankine Lecturer (Strength of jointed rock masses) und 2000 Terzaghi Lecturer (Big tunnels in bad rock).

## Schriften
- mit John Bray: Rock Slope Engineering, London, Institution  of Mining and Metallurgy, 1974, 1981
- mit E. T. Brown: Underground Excavations in Rocks, London, Institution of Mining and Metallurgy, 1980, 1982